# Varenguebec
Varenguebec est une commune française, située dans le département de la Manche en région Normandie, peuplée de 329 habitants.

## Géographie

### Hydrographie
La commune est située dans le bassin Seine-Normandie. Elle est drainée par la Douve, le Buisson, le Fil de Gorges, le cours d'eau 01 de la commune de Varenguebec, un bras du Fil de Gorges, des bras du Moulin, le canal 01 de la Plessé, le cours d'eau 01 du Marais de l'Adriennerie, le cours d'eau 17 du Moulin, le cours d'eau 18 du Gorget et divers autres petits cours d'eau,.
La Douve, d'une longueur de 79 km, prend sa source dans la commune de Tollevast et se jette  dans la baie de Seine à Carentan-les-Marais, après avoir traversé 28 communes.
Le Buisson, d'une longueur de 13 km, prend sa source dans la commune de Montsenelle et se jette  dans le Fil de Gorges à Saint-Sauveur-le-Vicomte, après avoir traversé sept communes.
Le Fil de Gorges, d'une longueur de 18 km, prend sa source dans la commune de Saint-Sauveur-le-Vicomte et se jette  dans la Douve à Rauville-la-Place, après avoir traversé huit communes.

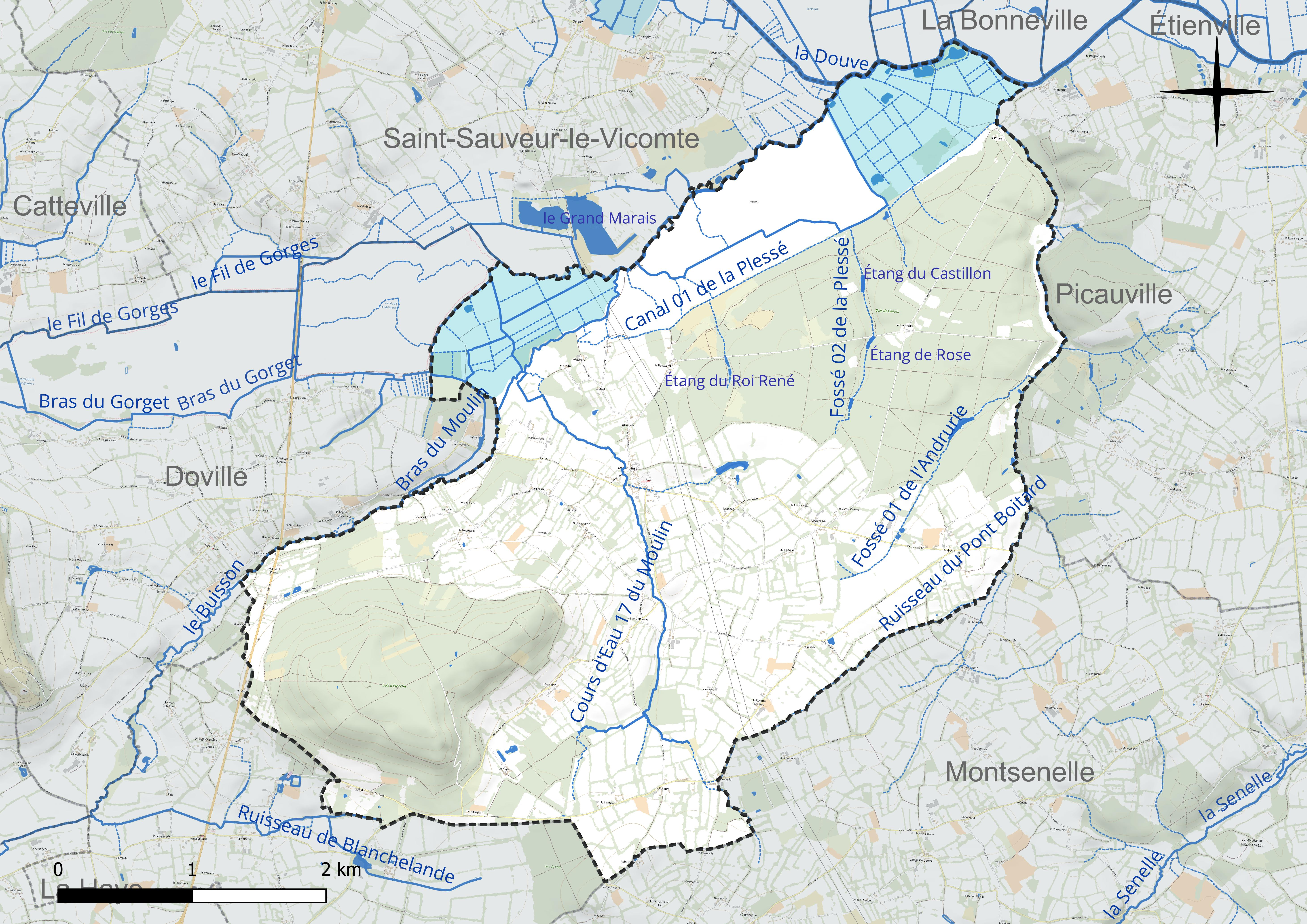
Réseau hydrographique de Varenguebec.

Cinq plans d'eau complètent le réseau hydrographique : le Grand étang (0,7 ha), l'étang de Rose (0,2 ha), l'étang du Castillon (0,3 ha), l'étang du Roi René (0,1 ha) et Longue Mare (0,1 ha),.

### Climat
Pour des articles plus généraux, voir Climat de la Normandie et Climat de la Manche.
En 2010, le climat de la commune est de type climat océanique franc, selon une étude du CNRS s'appuyant sur une série de données couvrant la période 1971-2000. En 2020, Météo-France publie une typologie des climats de la France métropolitaine dans laquelle la commune est exposée à un climat océanique et est dans la région climatique  Normandie (Cotentin, Orne), caractérisée par une pluviométrie relativement élevée (850 mm/a) et un été frais (15,5 °C) et venté. Parallèlement le GIEC normand, un groupe régional d’experts sur le climat, différencie quant à lui, dans une étude de 2020, trois grands types de climats pour la région Normandie, nuancés à une échelle plus fine par les facteurs géographiques locaux. La commune est, selon ce zonage, exposée à un « climat maritime », correspondant au Cotentin et à l'ouest du département de la Manche, frais, humide et pluvieux, où les contrastes pluviométrique et thermique sont parfois très prononcés en quelques kilomètres quand le relief est marqué.
Pour la période 1971-2000, la température annuelle moyenne est de 10,9 °C, avec une amplitude thermique annuelle de 11,2 °C. Le cumul annuel moyen de précipitations est de 968 mm, avec 14,8 jours de précipitations en janvier et 7,7 jours en juillet. Pour la période 1991-2020, la température moyenne annuelle observée sur la station météorologique la plus proche, située sur la commune de Sainte-Marie-du-Mont à 20 km à vol d'oiseau, est de 11,6 °C et le cumul annuel moyen de précipitations est de 890,0 mm,. Pour l'avenir, les paramètres climatiques de la commune estimés pour 2050 selon différents scénarios d’émission de gaz à effet de serre sont consultables sur un site dédié publié par Météo-France en novembre 2022.

## Urbanisme

### Typologie
Au 1er janvier 2024, Varenguebec est catégorisée commune rurale à habitat très dispersé, selon la nouvelle grille communale de densité à sept niveaux définie par l'Insee en 2022.
Elle est située hors unité urbaine et hors attraction des villes,.

### Occupation des sols
L'occupation des sols de la commune, telle qu'elle ressort de la base de données européenne d’occupation biophysique des sols Corine Land Cover (CLC), est marquée par l'importance des territoires agricoles (53,1 % en 2018), en diminution par rapport à 1990 (58,2 %).
La répartition détaillée en 2018 est la suivante : zones agricoles hétérogènes (42,6 %), forêts (36 %), zones humides intérieures (10,9 %), prairies (10,5 %).

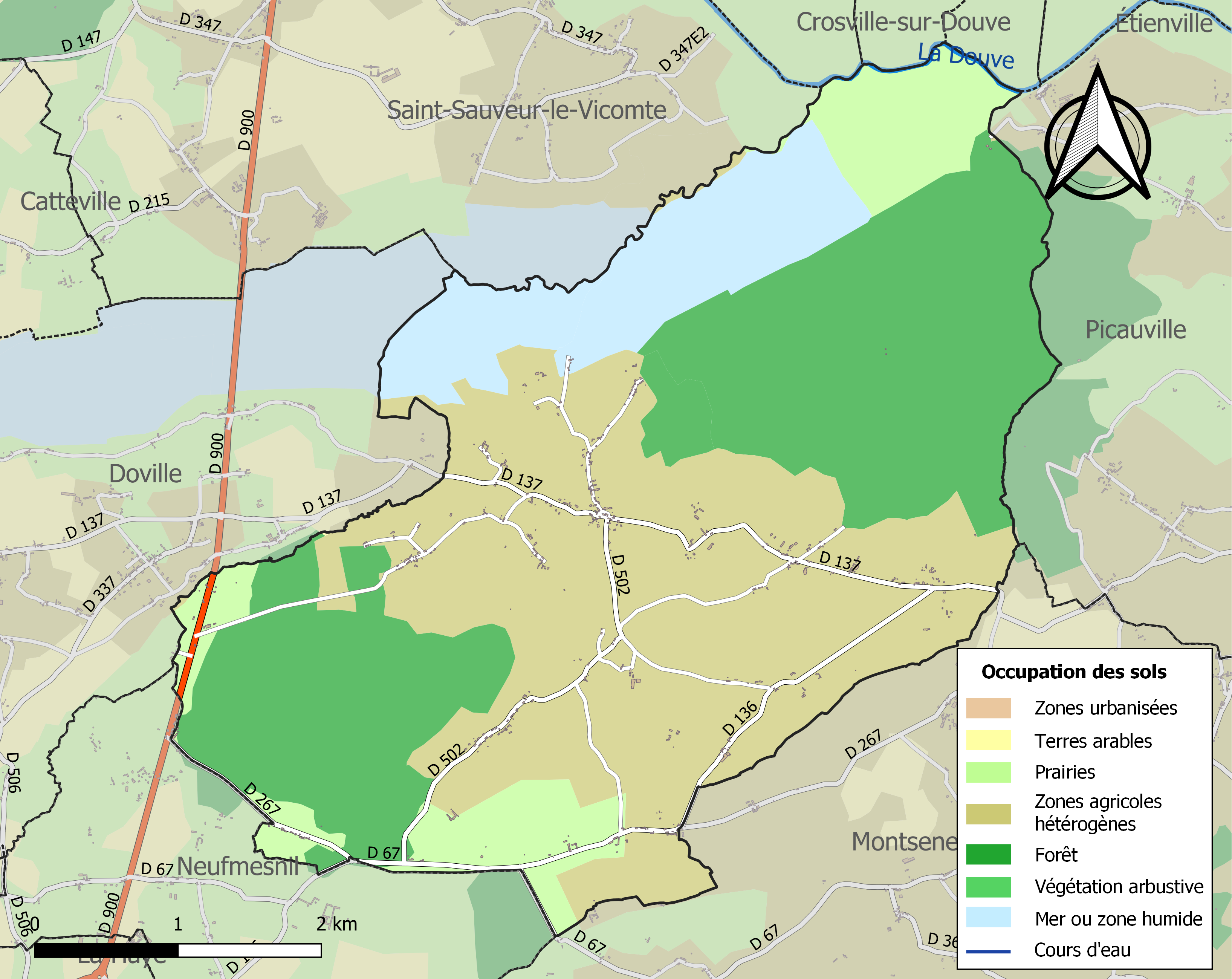
Carte des infrastructures et de l'occupation des sols de la commune en 2018 (CLC).

L'évolution de l’occupation des sols de la commune et de ses infrastructures peut être observée sur les différentes représentations cartographiques du territoire : la carte de Cassini (XVIIIe siècle), la carte d'état-major (1820-1866) et les cartes ou photos aériennes de l'IGN pour la période actuelle (1950 à aujourd'hui).

## Toponymie
Le nom de la localité est attesté sous les formes Warenguebech en 1185, Varenguebec vers 1280.
Du norrois bekkr « ruisseau » et de l'adjectif norrois *vrangr « courbe » d'où le sens global de « ruisseau sinueux ».
Du norrois "bekkr" signifiant ruisseau et de l'appellation "Varengue" nom donné aux Scandinaves suédois. Varenguebec signifie le "ruisseau des Suédois" 

## Histoire

### Préhistoire
André Davy signale la présence d'un dolmen sur le territoire communal (pierre du Blanc-Rocher) ?

### Moyen Âge
Au XIIe siècle, la paroisse relevait de l'honneur de La Haye. La seigneurie formait une baronnie relevant du comté de Mortain. Le titre de connétable de Normandie était attaché à cette baronnie qui a été la possession de puissant seigneurs notamment sous le règne de Guillaume le Conquérant.
Henri II d'Angleterre qui régna de 1154 à 1189, concéda la baronnie de Varenguebec à Richard du Hommet († v. 1181). À la suite de l'extinction en 1272 de la branche aînée des du Hommet, la baronnie échut à la famille de Mortemer,.
Depuis le Moyen Âge s'y tenait une foire annuelle dite de la Saint-Michel.

### Temps modernes
En 1563, François d'Orléans-Rothelin reçoit de son demi-frère Léonor d'Orléans, duc de Longueville, les baronnies de Varenguebec et de Neaufles. Son fils Henri Ier d'Orléans-Rothelin lui succède comme baron de Varenguebec,.

## Politique et administration

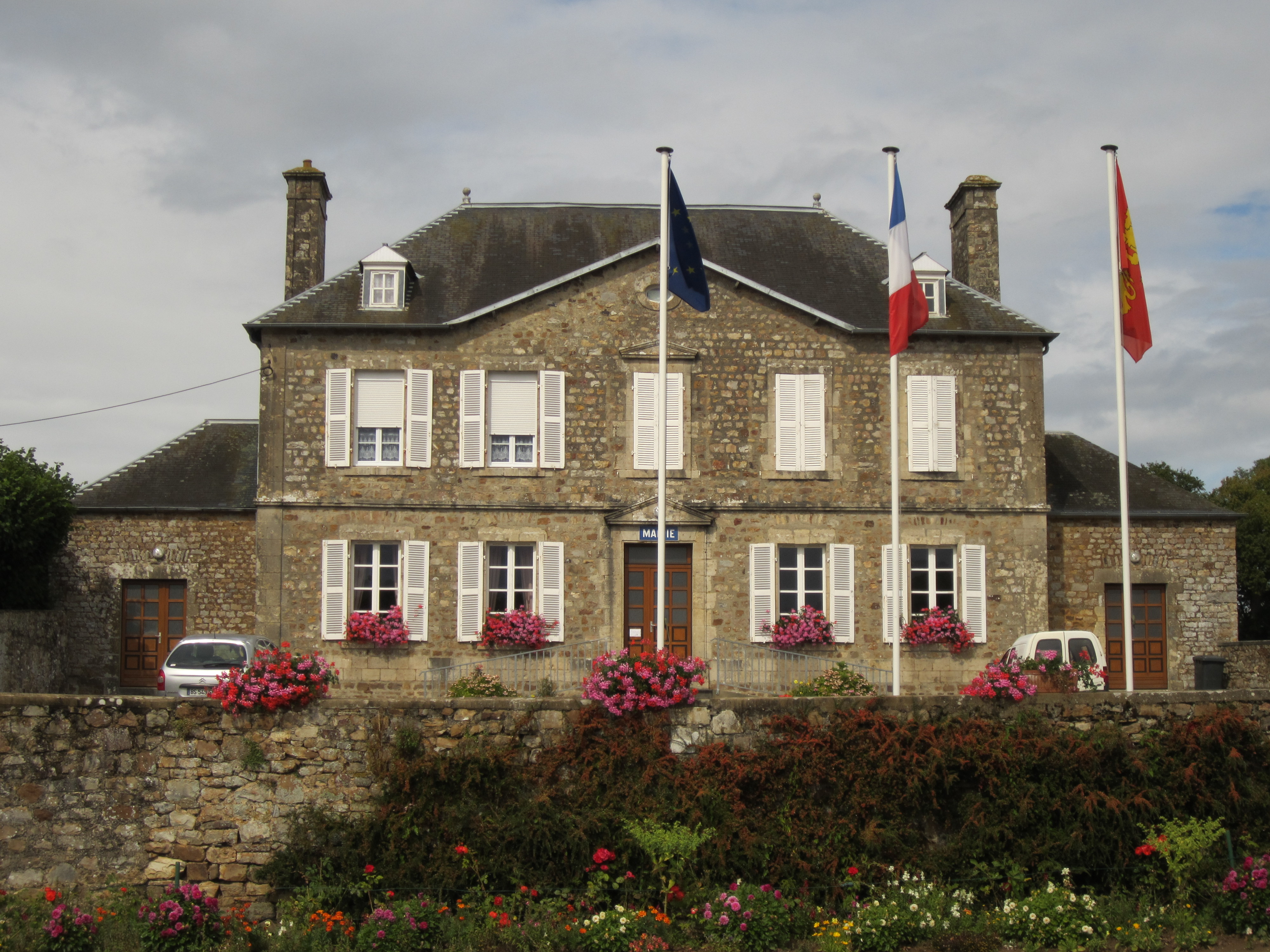
La mairie.

| Période                                  | Période   | Identité            | Étiquette | Qualité   |
| ---------------------------------------- | --------- | ------------------- | --------- | --------- |
| 1982                                     | mars 2008 | Gérard Chesney      | SE        |           |
| mars 2008                                | mars 2018 | Jean-Claude Dupont, | SE        |           |
| juin 2018                                | En cours  | Évelyne Melain      | SE        | Retraitée |
| Les données manquantes sont à compléter. |           |                     |           |           |

## Démographie
L'évolution du nombre d'habitants est connue à travers les recensements de la population effectués dans la commune depuis 1793. Pour les communes de moins de 10 000 habitants, une enquête de recensement portant sur toute la population est réalisée tous les cinq ans, les populations de référence des années intermédiaires étant quant à elles estimées par interpolation ou extrapolation. Pour la commune, le premier recensement exhaustif entrant dans le cadre du nouveau dispositif a été réalisé en 2008.
En 2022, la commune comptait 329 habitants, en évolution de +2,49 % par rapport à 2016 (Manche : −0,31 %, France hors Mayotte : +2,11 %).
| 1793  | 1800  | 1806  | 1821  | 1831  | 1836  | 1841  | 1846  | 1851  |
| ----- | ----- | ----- | ----- | ----- | ----- | ----- | ----- | ----- |
| 1 168 | 1 206 | 1 220 | 1 270 | 1 269 | 1 231 | 1 176 | 1 160 | 1 097 |

| 1856  | 1861  | 1866 | 1872 | 1876 | 1881 | 1886 | 1891 | 1896 |
| ----- | ----- | ---- | ---- | ---- | ---- | ---- | ---- | ---- |
| 1 071 | 1 037 | 977  | 868  | 869  | 815  | 801  | 734  | 678  |

| 1901 | 1906 | 1911 | 1921 | 1926 | 1931 | 1936 | 1946 | 1954 |
| ---- | ---- | ---- | ---- | ---- | ---- | ---- | ---- | ---- |
| 603  | 647  | 600  | 531  | 509  | 460  | 491  | 448  | 472  |

| 1962 | 1968 | 1975 | 1982 | 1990 | 1999 | 2006 | 2008 | 2013 |
| ---- | ---- | ---- | ---- | ---- | ---- | ---- | ---- | ---- |
| 432  | 414  | 358  | 324  | 280  | 292  | 330  | 341  | 325  |

| 2018 | 2022 | - | - | - | - | - | - | - |
| ---- | ---- | - | - | - | - | - | - | - |
| 326  | 329  | - | - | - | - | - | - | - |

## Culture locale et patrimoine

### Lieux et monuments
- Manoir des Flories ou des Florys, datant du XVIe siècle pour sa partie la plus ancienne, avec communs, chapelle et tour d'angle. En 1979-1980, Jean Prat y tourna des scènes du film L'Ensorcelée d'après le roman de Barbey d'Aurevilly[44].

- Motte castrale au lieu-dit l'Andruerie, à l'est et en bordure du bois de Limors, assez loin du château[45]. Cette motte en tronc de cône, qui relevait du fief de La Haye, nommé la Butte Bertrand, ancien tumulus ou peut-être emplacement du château, appelée aujourd'hui le Montenio par les habitants du hameau voisin a été éventrée au XIXe siècle par des chercheurs de trésor. Elle est située en bordure d'un ruisseau qui alimente un peu plus au nord la rivière l'Ouve. Très ramassée, elle mesure une dizaine de mètres de haut, et a à peu près dix-huit mètres de diamètre au sommet. Elle est entièrement entourée d'un fossé de deux mètres de large et de un mètre cinquante de profondeur. Sa basse-cour peu visible sur le terrain, en raison du parcellaire d'une part et du bois d'autre part, semble se développer au sud-ouest[46].
- Ancien château médiéval à la Bocagerie dont il ne subsiste que les cachots.
- Église Saint-Martin des XIVe, XVe, XVIIIe – XIXe siècles. L'édifice d'origine du XVe a été refaite, notamment au XIXe siècle. Elle abrite une Vierge à l'Enfant du XVe classée au titre objet aux monuments historiques[47] ainsi que des fonts baptismaux du XVIIIe, un maître-autel du XXe et une verrière du XXe de A. Vigneron et J. Lebreton[44].
- Fontaine Saint-Martin, près de l'église[48].
- Mont Étenclin. Il fut jusqu'au XVIIe siècle un lieu de sorcellerie et où au Blanc Rocher on célébrait des messes noires[44].

Pour mémoire
Sur son territoire se dressait l'ancien prieuré de femmes (XIIe siècle) Saint-Michel-du-Bosc, fondée vers 1130 (en 1153 ?) par Richard de la Haye du Puits et sa femme Mathilde, avant d'être le nom d'un manoir situé à Lithaire, et l'abbaye de Blanchelande située aujourd'hui sur Neufmesnil dépendait avant la Révolution de Varenguebec.

### Personnalités liées à la commune
- François Énault (Varenguebec, 1869 - 1918), poète, écrivain, dessinateur, peintre et caricaturiste politique[50].